# Pleurothallis brittoniana
Pleurothallis brittoniana là một loài thực vật có hoa trong họ Lan. Loài này được Rolfe ex Britton miêu tả khoa học đầu tiên năm 1895.